# Žarkovskij rajon
Lo Žarkovskij rajon (in russo Жарковский район?) è un rajon dell'Oblast' di Tver', nella Russia europea; il capoluogo è Žarkovskij. Ricopre una superficie di 1.625 chilometri quadrati.